# Sande (Friesland)
Sande is een gemeente in de Duitse deelstaat Nedersaksen. De gemeente maakt deel uit van de Landkreis Friesland. Sande grenst in het noorden aan de stad Schortens, in het noordoosten aan de stad Wilhelmshaven, in het zuiden aan de gemeenten Bockhorn en Zetel en in het westen aan de gemeente Friedeburg.
Sande telt 8.714 inwoners.

## Indeling van de gemeente
De gemeente is verdeeld in vijf kernen (ortsteile).
Dit zijn:
- Sande zelf
- Neustadtgödens, ten westen van de Autobahn A29
- Cäciliengroden, ten zuidoosten van Sande, aan de kust van de Jadeboezem
- Mariensiel, ten oosten van Sande, tegen Wilhelmshaven aan, met in 2009 circa 370 inwoners
- Dykhausen, ten noorden van Neustadtgödens.

## Geografie, infrastructuur
Sande ligt centraal in het Landkreis Friesland, aan de westoever van de Jadeboezem. Het heeft min of meer een voorstadfuctie voor het naburige Wilhelmshaven.

### Buurgemeenten
In het noorden grenst de gemeente aan de steden Schortens en, meer oostelijk,  Wilhelmshaven. In het zuiden grenst Sande aan de gemeenten Bockhorn en, meer westelijk,  Zetel en in het westen aan de gemeente Friedeburg in het Landkreis Wittmund.

### Wegverkeer
De gemeente wordt doorsneden door de noord-zuid lopende Autobahn A29 Wilhelmshaven - Oldenburg en de west-oost lopende Bundesstraße 210 Aurich - Wilhelmshaven. De kruising tussen beide wegen, direct ten noord-noordwesten van Sande, afrit 5 van de Autobahn, is als Autobahnkreuz (klaverbladkruising) uitgevoerd. Vier kilometer zuidelijker leidt ook afrit 6 van de Autobahn naar Sande. Hier begint Bundesstraße 436 die door Neustadtgödens westelijk naar o.a.  Friedeburg  en Wiesmoor leidt.

### Openbaar vervoer

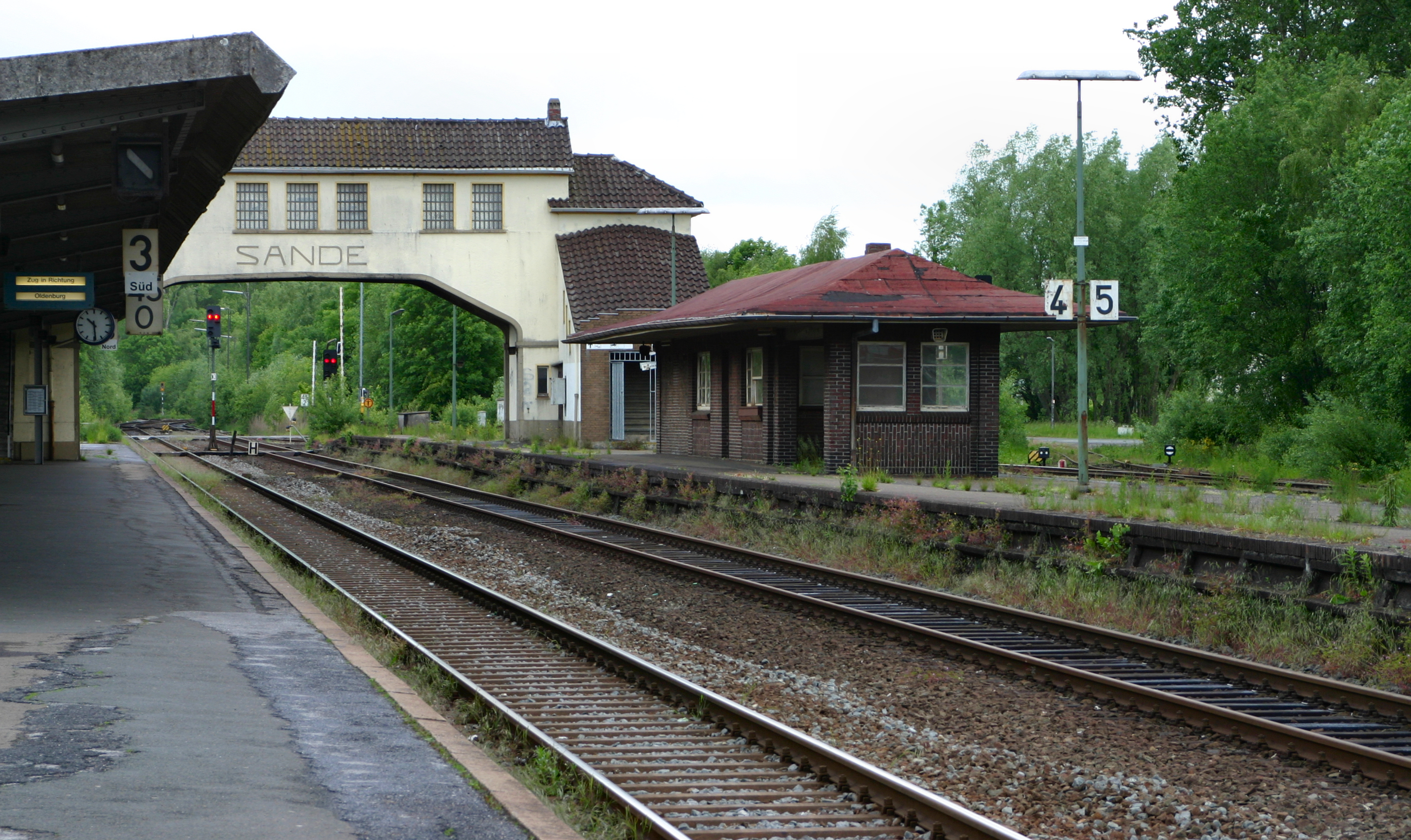
Station Sande

Sande heeft een spoorwegstation tussen de zuidelijke rand van het dorp zelf en Cäciliengroden; Station Sande (Duitsland) is door de Spoorlijn Sande - Jever verbonden met Jever. Daarnaast ligt het aan de spoorlijn Oldenburg - Wilhelmshaven. De spoorlijnen zijn van toenemend belang voor de ontwikkeling van nieuwe infrastructuur (project JadeWeserPort) te Wilhelmshaven. Daarom is een verbreding tot dubbel spoor en verlegging van de (tot 2021 nog enkelsporige, dwars door het dorp lopende)  spoorlijn te Sande uitgevoerd. Deze werken zijn in april 2022 gereedgekomen.
Openbaar vervoer per bus ontbreekt nagenoeg geheel. Binnen de gemeente bestaat een vervoersysteem met de naam BlaBlaCar, een carpoolsysteem. Mensen, die naar de meer afgelegen delen van de gemeente willen reizen, zijn hierop of op de fiets aangewezen.

### Waterwegen
De gemeente ligt aan de Jadeboezem, maar heeft geen eigen haven van betekenis. De havens van Wilhelmshaven liggen echter direct ten noordoosten van Sande. Door de noordelijke delen van de gemeente loopt het Eems-Jadekanaal (EJK). Dit wordt hoofdzakelijk voor de pleziervaart gebruikt. Bij Dykhausen ligt aan dit kanaal een jachthaven.

### Luchtvaart

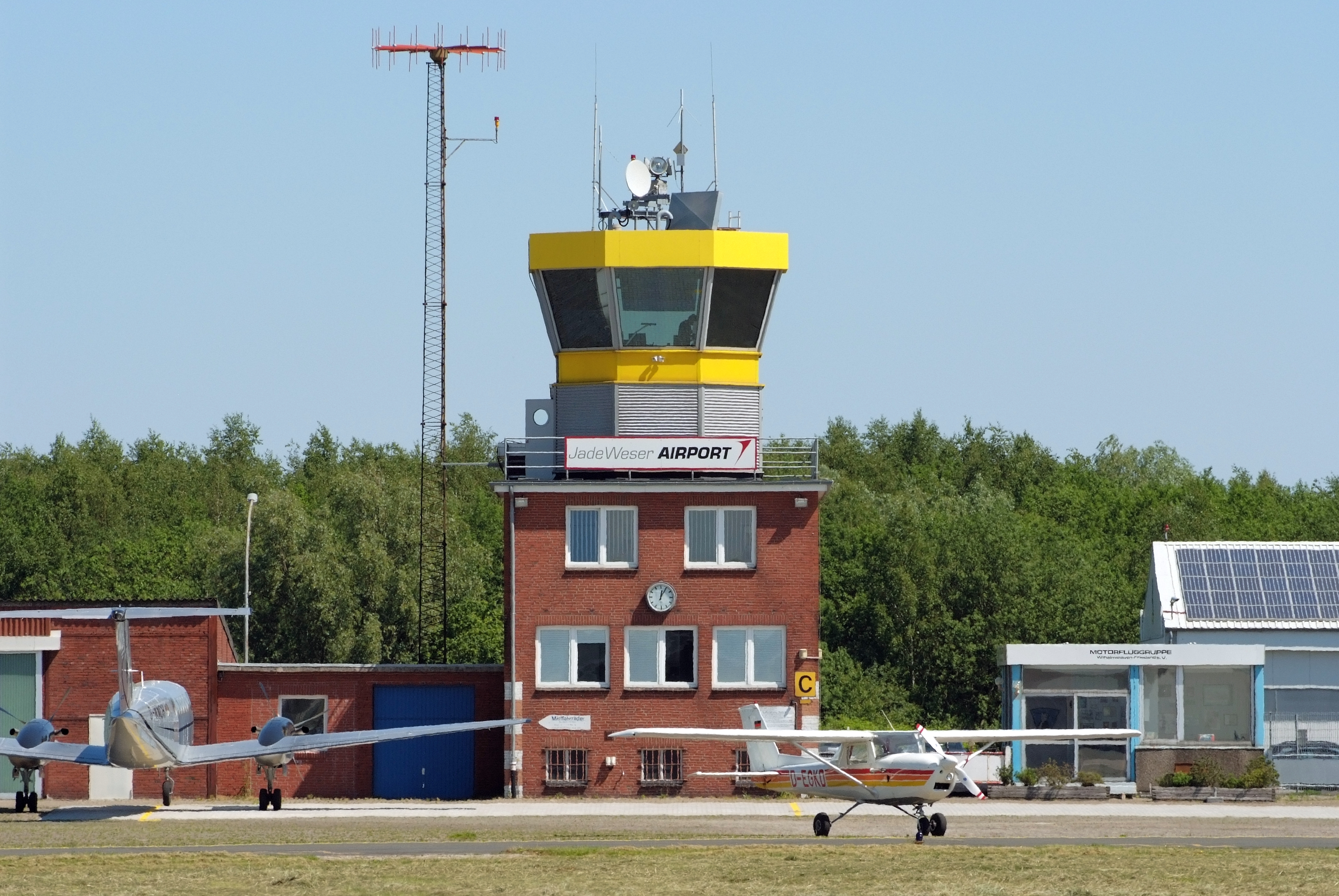
Verkeerstoren vliegveld (2012)

Het sedert 1927 bestaande vliegveld van Wilhelmshaven („JadeWeserAirport“) ligt binnen de gemeentegrenzen, ten zuiden van Mariensiel. Het vliegveld heeft ICAO-code	EDWI en IATA -code WVN. De coördinaten zijn 53° 30′ 18″ N, 8° 3′ 12″ O. Het veld heeft twee, elkaar diagonaal kruisende, start- en landingsbanen, de 02/20 (1459 m × 30 m, geasfalteerd) en de 16/34	(615 m × 15 m, geasfalteerd). Vliegtuigen tot 14 ton en helikopters tot 20 ton gewicht mogen er opstijgen en landen. Het vliegveld is uitvalsbasis voor in het grootste deel van Nedersaksen vliegende traumahelikopters, en een station voor reddingshelikopters ter zee (een van de belangrijkste van geheel Duitsland). Vanaf het vliegveld zijn rondvluchten boven de Waddenzee mogelijk. De lijnvluchten hiervandaan naar Sylt moesten in 2018 worden beëindigd.

## Economie
Sande profiteert economisch van de logistiek gunstige ligging tussen een Autobahn, een spoorlijn, een vliegveld en de havens van Wilhelmshaven. De plaats bezit veel midden- en kleinbedrijf. Tot de belangrijkste ondernemingen in de gemeente behoort een in geheel Duitsland opererende groothandel in schakelmateriaal en andere onderdelen voor elektronica- en computertechniek (220 medewerkers). Ook twee ijzer en staal verwerkende fabrieken van o.a. machineonderdelen zijn van bovenregionaal belang.
Binnen de dienstensector is opvallend, dat het dorp een tamelijk groot ziekenhuis met bijna 400 bedden bezit. Het biedt eerste hulp aan mensen, die met trauma- of reddingshelikopters zijn aangevoerd. De Georg-August-Universität Göttingen beschouwt dit ziekenhuis als haar academische ziekenhuis en verzorgt er de bijpassende opleidingen.

## Geschiedenis
Sande dateert uit het jaar 1168. Altgödens, ten westen van Neustadtgödens, wordt reeds in 785 in een document vermeld, terwijl Dykhausen in het jaar 1175 is ontstaan.
Mariensiel ontstond bij een na de Allerheiligenvloed (1570) gebouwde nieuwe zijl. Het was tot aan het midden van de 20e eeuw een havenplaatsje aan de periferie van Wilhelmshaven, dat met name in de late 19e eeuw economisch voordeel had bij grote infrastructurele werken in deze buurstad. In deze tijd had het een eigen spoorwegstation en een grote baksteenfabriek (1899-1965). Nadien veranderde de zeestroming en verdween de haven, en Mariensiel werd een minder belangrijk dorp.
Voor het in de 16e eeuw ontstane Neustadtgödens, zie het artikel over dit dorp.
Megalomane plannen van de nationaalsocialisten uit de jaren 1936-1938, om Wilhelmshaven tot een stad met een half miljoen inwoners te laten uitgroeien, met Sande als voorstad met 25.000 inwoners, bleven door de Tweede Wereldoorlog in de beginfase steken. Wel werd het uit circa 400 woningen bestaande dorp Cäciliengroden, dicht bij de kust gelegen in een in 1844 drooggelegde kwelder (Groden), in 1939 gebouwd als arbeidersnederzetting voor degenen, die werkten in de Kriegsmarinewerft Wilhelmshaven, de scheepswerf van de Kriegsmarine te Wilhelmshaven.
De voormalige gemeente Gödens werd per 1 juli 1972 bij de gemeente Sande gevoegd.

## Bezienswaardigheden, recreatie
- Het kasteel Gödens tussen Dyckhausen en Neustadtgödens
- De evangelisch-lutherse Sint-Magnuskerk te Sande
- De rond 1200 gebouwde, evangelisch-lutherse St. Jacobuskerk te Dykhausen
- Neustadtgödens: de kern van het dorp is beschermd dorpsgezicht vanwege enige oude, markante gebouwen. Zie het artikel over dit dorp.
- Natuurpad in het kweldergebied aan de kust nabij Cäciliengroden
- Beeldenroute langs de kust nabij Cäciliengroden naar Dangast v.v. met als thema: de zeven dagen van de schepping
- De 34 hectare grote Sander See ten noordwesten van Sande is een recreatieplas voor strandvermaak, waar men ook kan windsurfen. Het fiets- en wandelpad rondom de plas wordt druk gebruikt voor de hardloopsport.
- De Jadeboezem ten oosten van Sande behoort tot het natuurgebied Naturpark Niedersächsisches Wattenmeer. Er zijn in beperkte mate wadloopexcursies mogelijk.
- Op het Eems-Jadekanaal is watersport mogelijk. Er worden af en toe ook roei- en soortgelijke wedstrijden gehouden. De jaagpaden langs het kanaal zijn geschikt voor fiets-, wandel- of hardlooptochten.

## Afbeeldingen

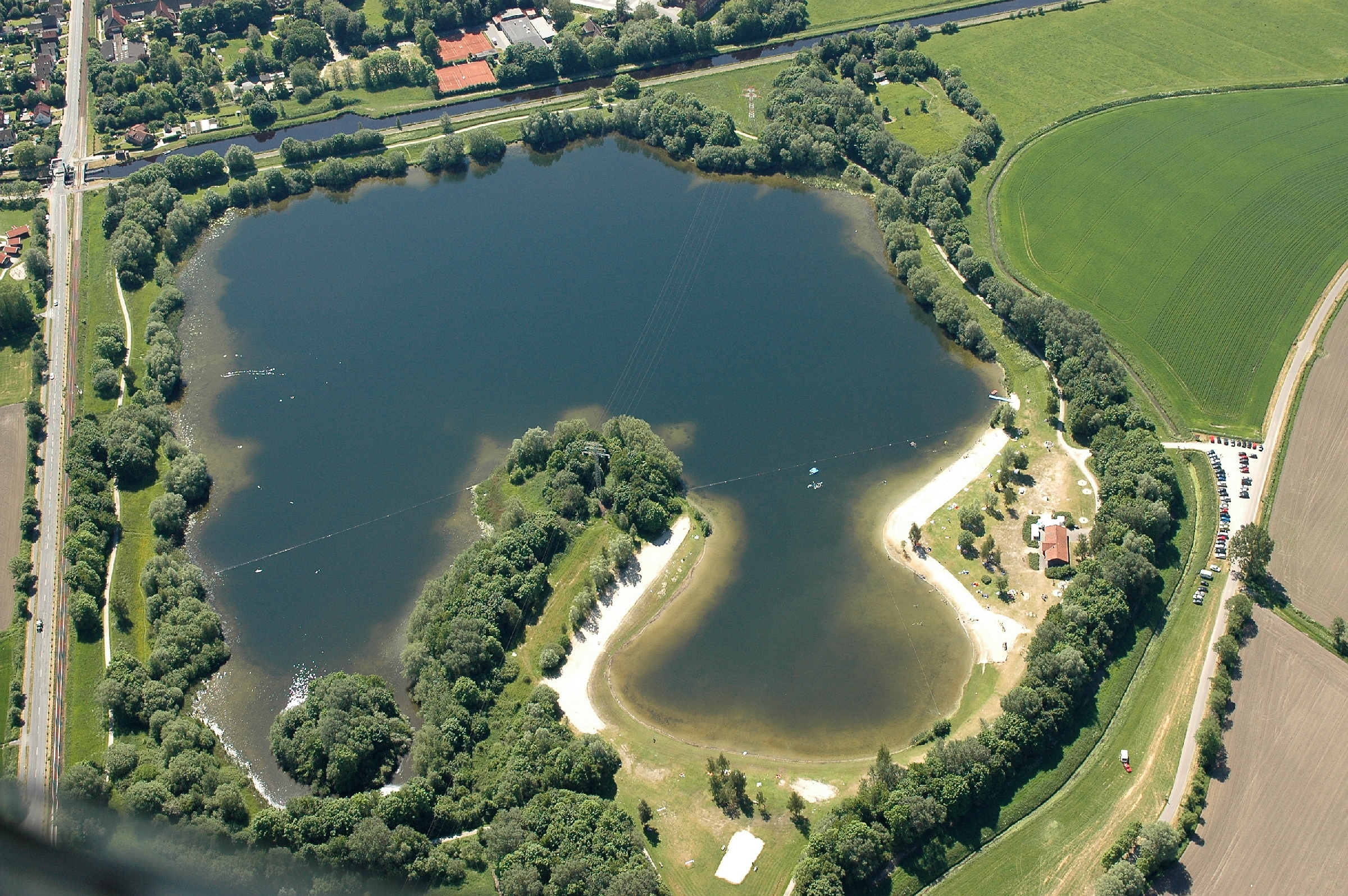
Sander See
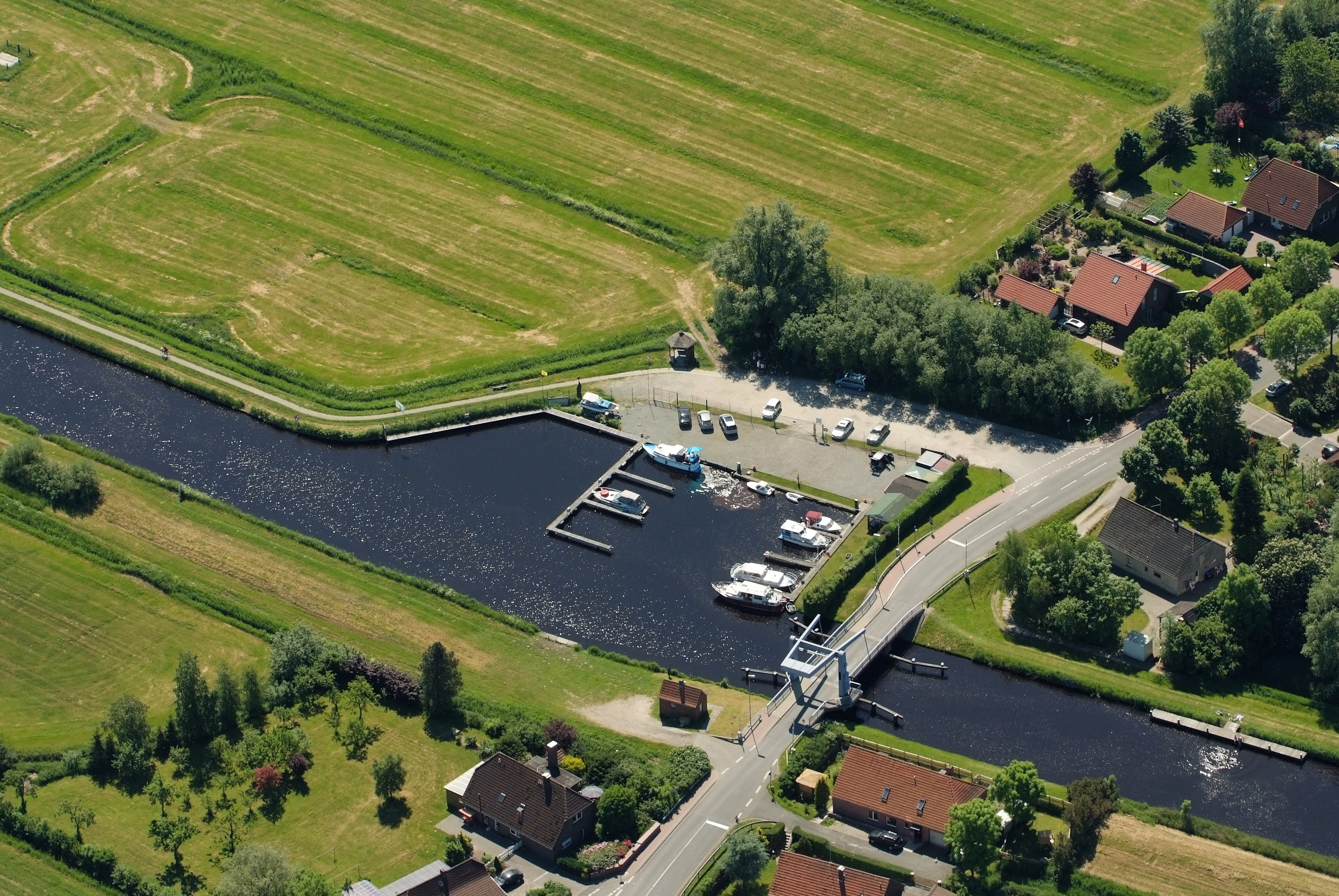
Jachthaven van Dykhausen
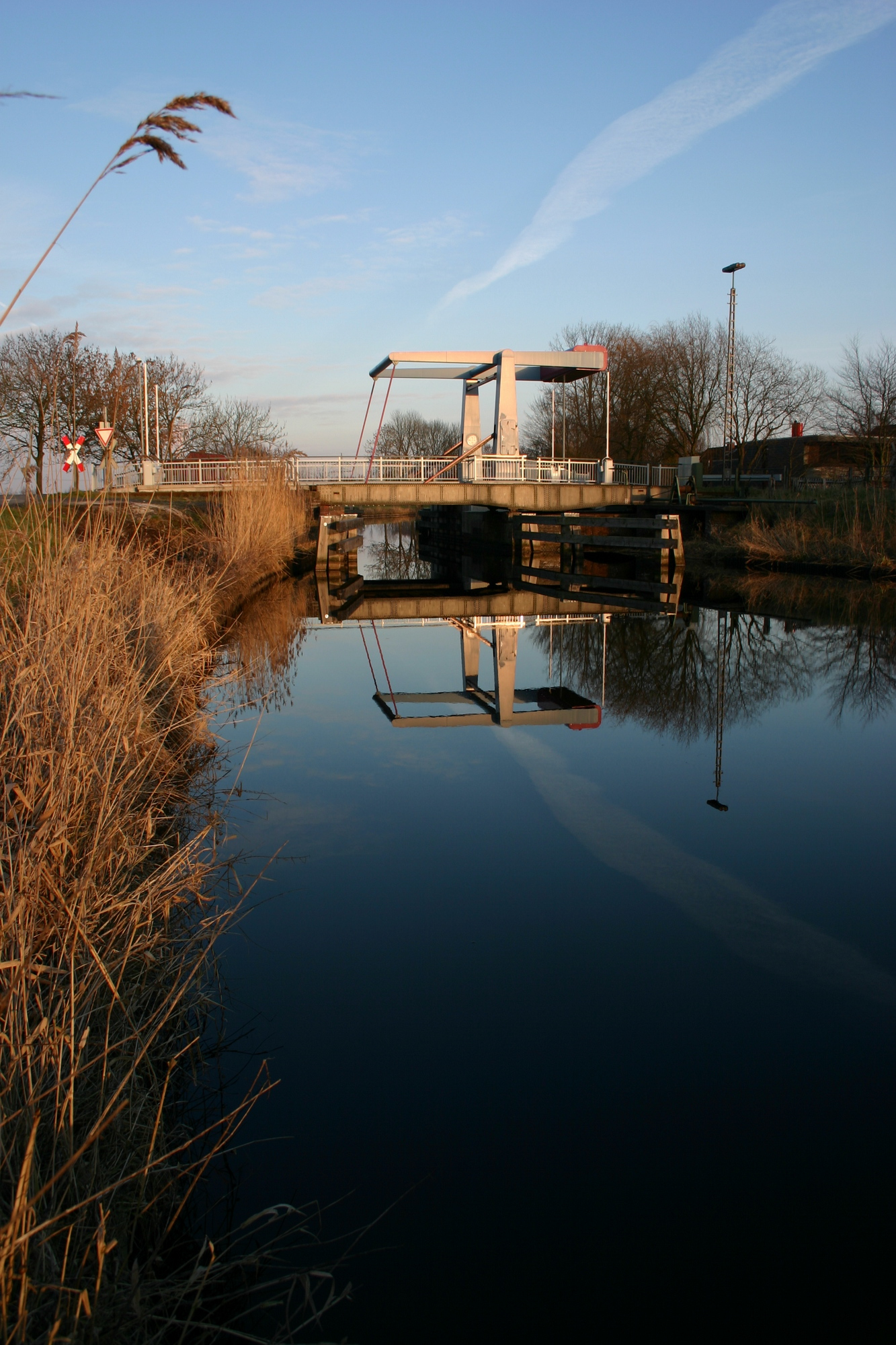
Eems-Jadekanaal
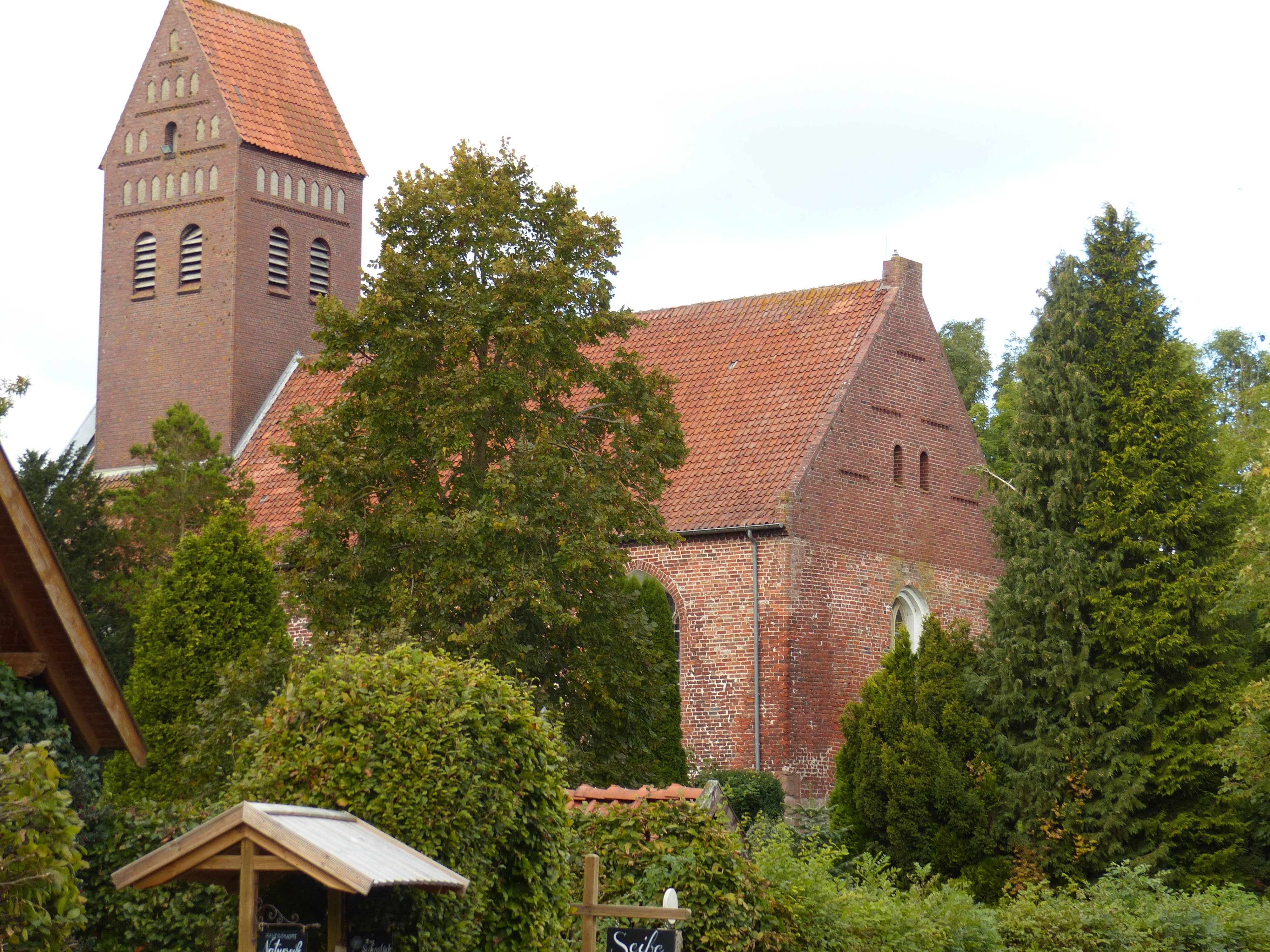
St. Jacobuskerk, Dykhausen
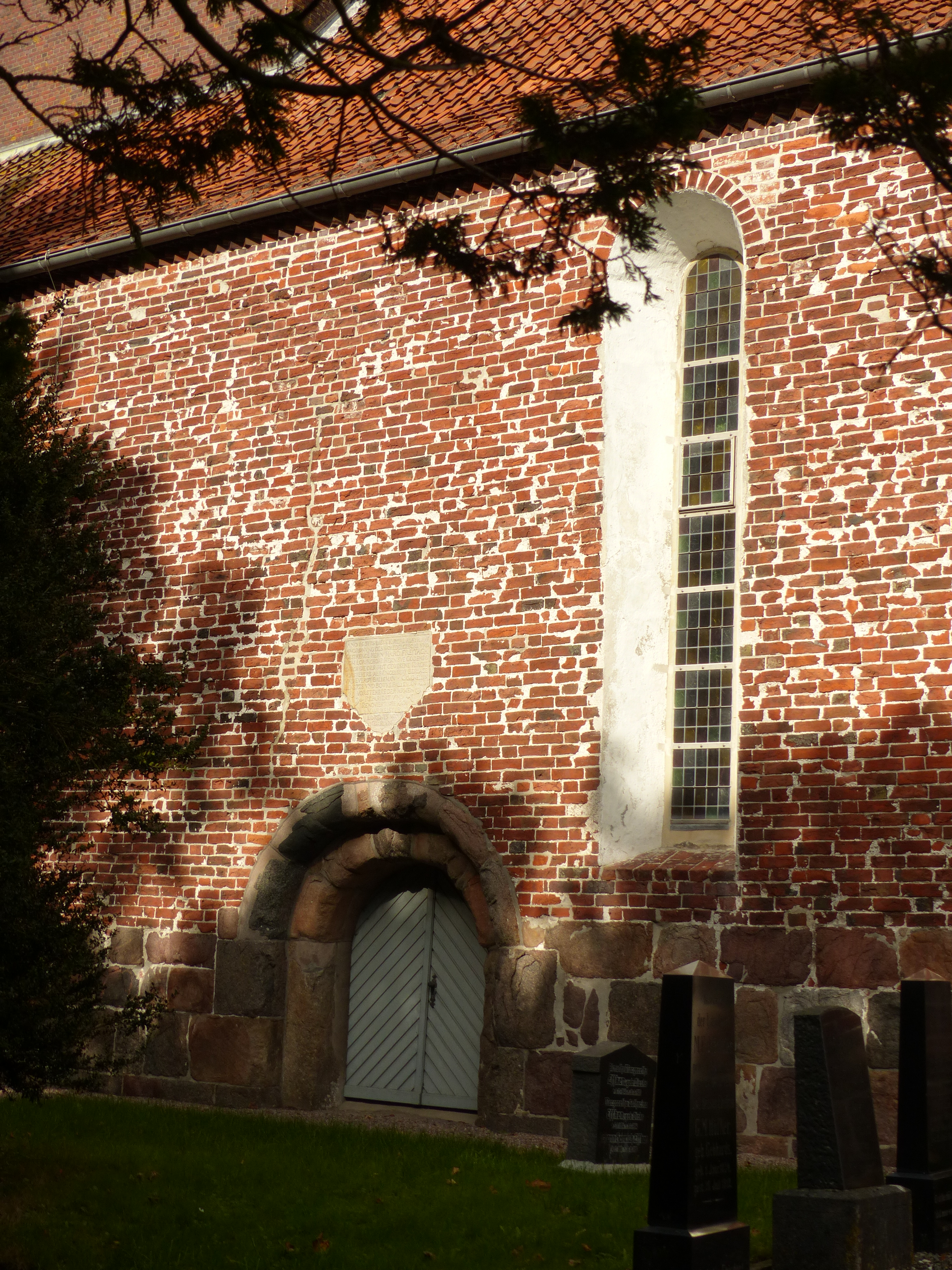
Romaans zuidportaal van deze kerk
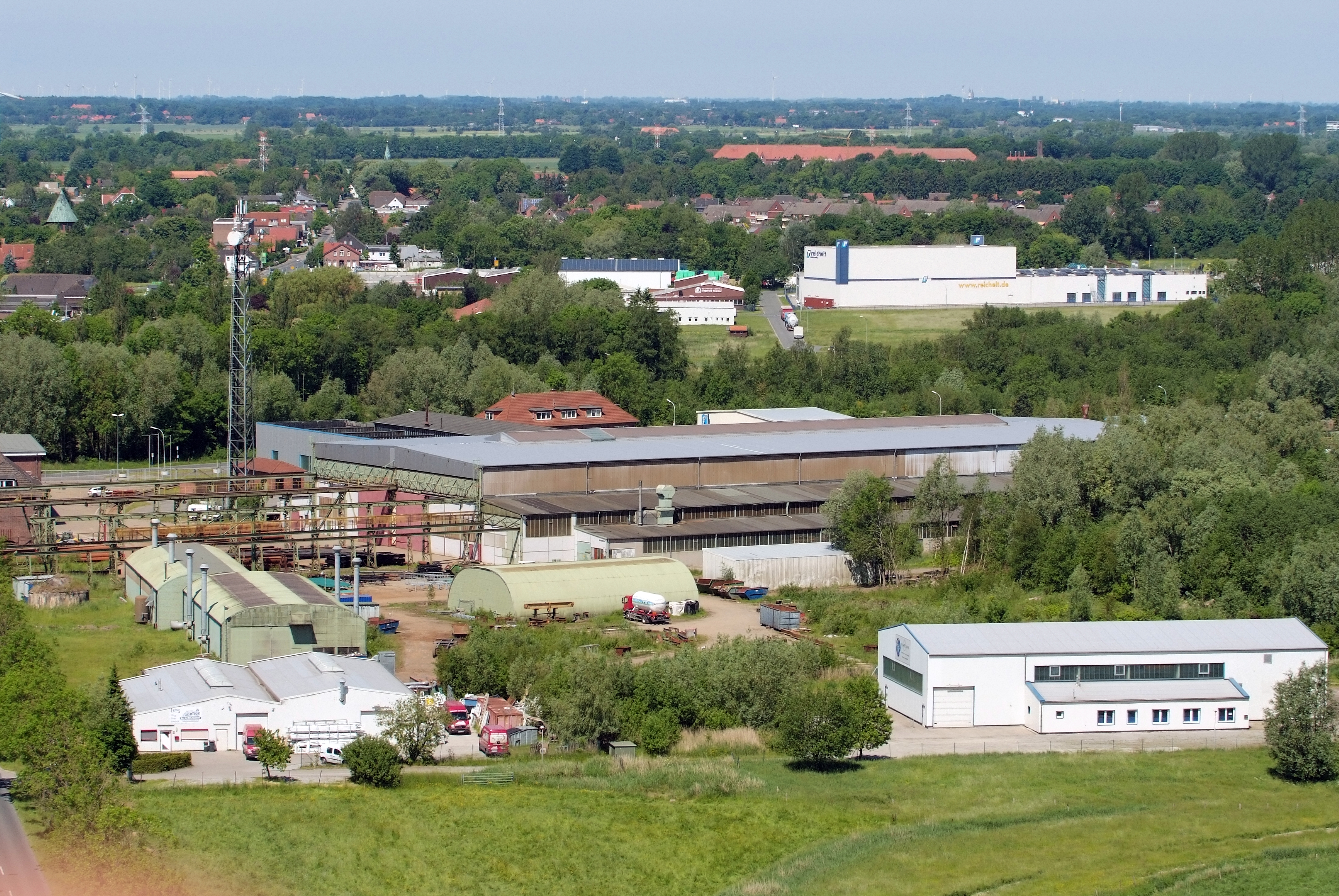
Industrieterrein Sande
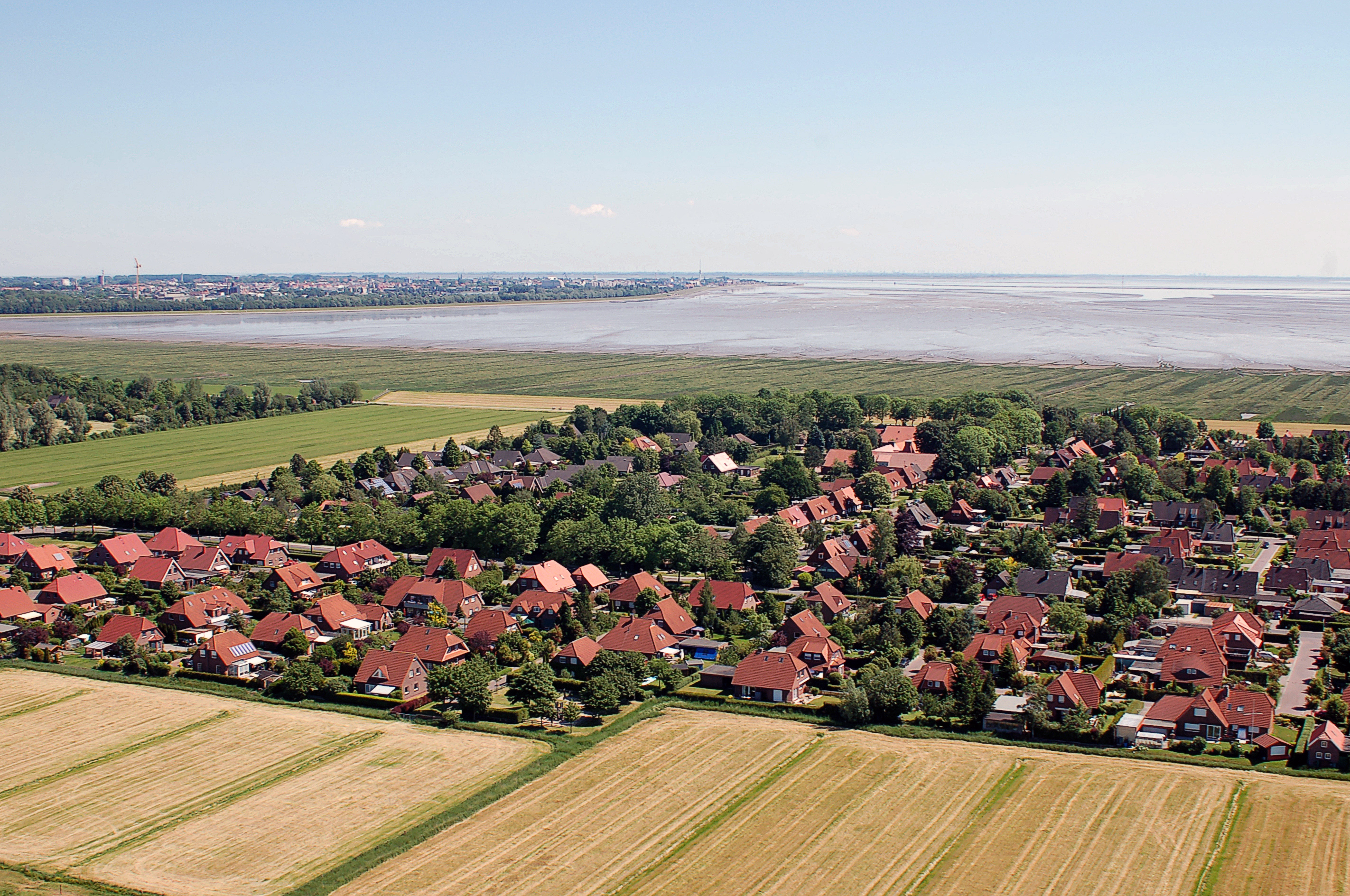
Het dorp Cäciliengroden
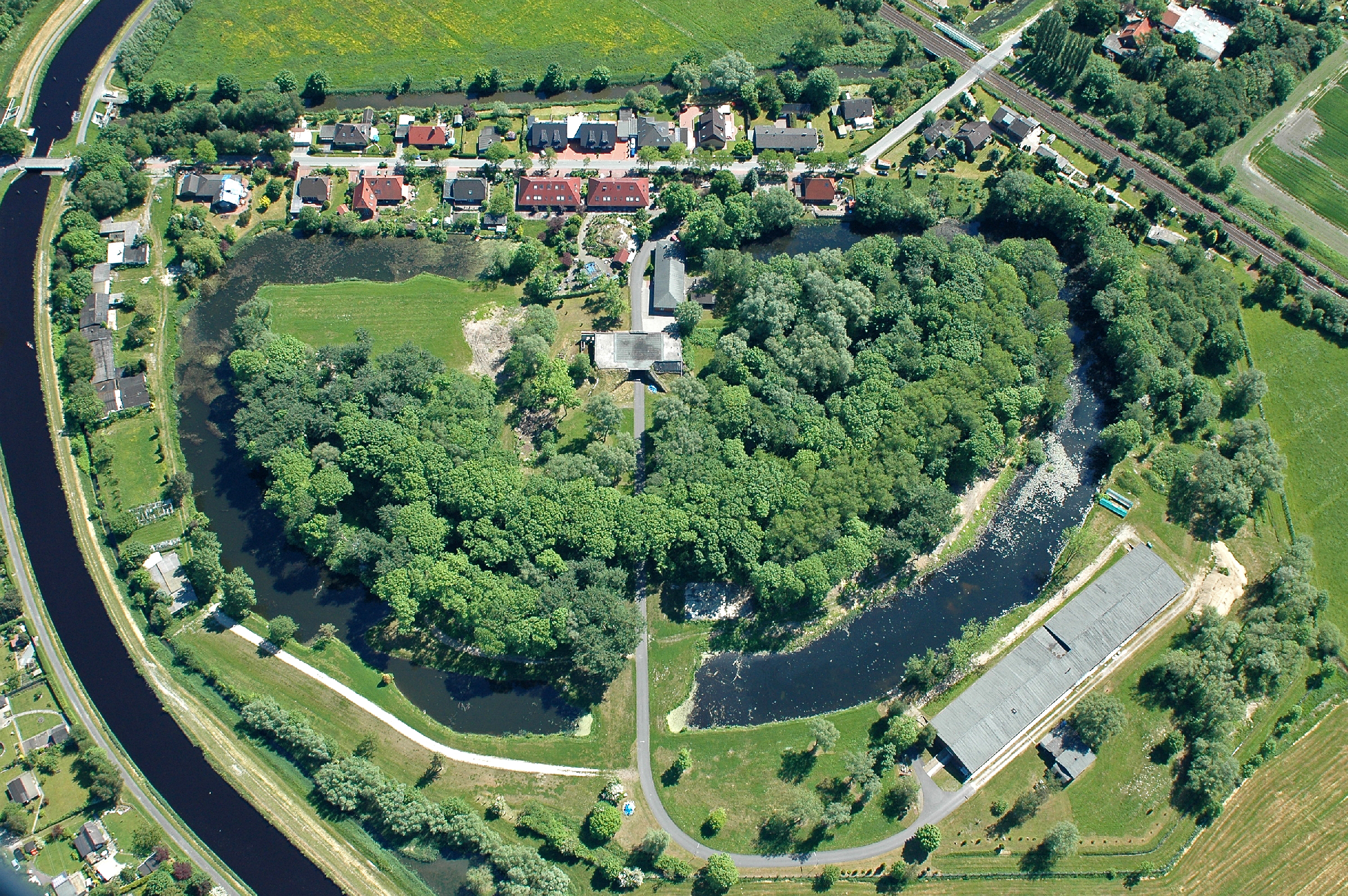
Voormalig fort Mariensiel

## Partnergemeente
Sedert 2007 bestaat een jumelage met Ueckermünde in Mecklenburg-Voorpommeren.

## Sport
Het klootschieten is in deze gemeente een belangrijke tak van sport. De klootschieter  Hans-Georg Bohlken (* 1962 in Sanderbusch, een wijk van Sande) is de grootste sportheld uit de geschiedenis van de gemeente. In 1985 wist hij -als tot dusver enige man ter wereld-  een klootschietbal in het Ierse Cork  over het Chetwynd Viaduct in die stad te werpen.

## Belangrijke personen in relatie tot de gemeente
- Heinrich Krechting (* 1501 in Schöppingen; † 28 juni 1580 in Gödens, begraven te Dykhausen); leider der Wederdopersbeweging te Münster (1534-1535)
- Albert Brahms (1692–1758), geboren en overleden in de gemeente Sande,  aanvankelijk boer, leerde als kind van zijn jongere broer lezen, schrijven en wiskunde, werd op latere leeftijd dijkgraaf, schreef in 1754-1757  een voor geheel Noord-Duitsland belangrijk boek (Anfangsgründe der Deich- und Wasserbaukunst) over bouw en onderhoud van dijken en aanverwante waterwerken, dat tot op de huidige dag wordt bestudeerd.

- Gemeinsame Normdatei: 4051544-8
- MusicBrainz: 7304138e-4957-4212-afc4-fbac130cbd8d
- Nationale Bibliotheek van Tsjechië: ge1129067
- Nationale Bibliotheek van Israël: 987007545165405171
- Virtual International Authority File: 167816204

Bockhorn · 
Jever · 
Sande · 
Schortens · 
Varel · 
Wangerland · 
Wangerooge · 
Zetel